# Kol Torah

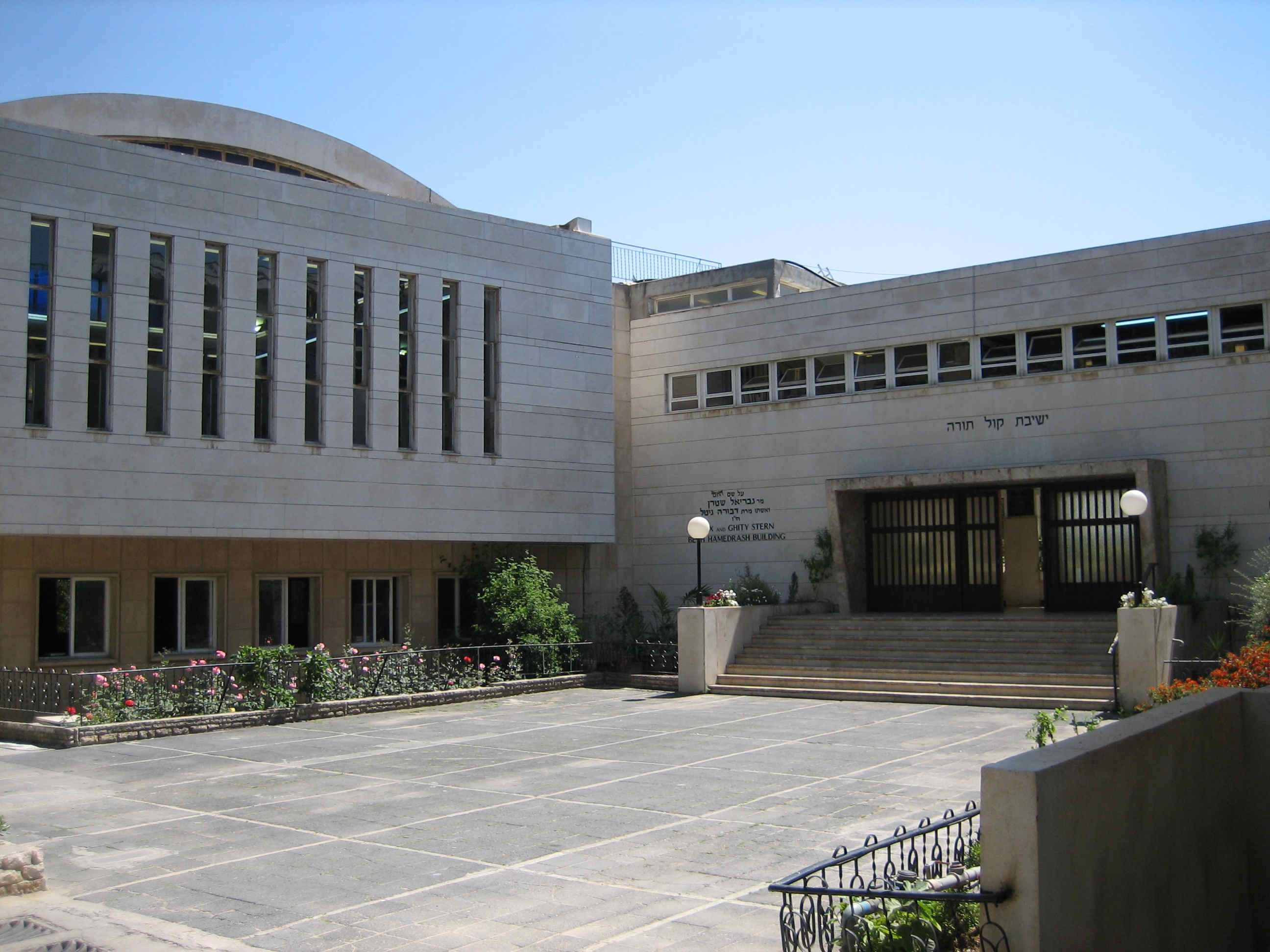
Haupteingang der Kol Torah

Kol Torah  ist eine Talmudhochschule im Jerusalemer Stadtteil Bayit Vegan, Israel, die im Jahr 1939 gegründet wurde. Der Name bedeutet Stimme der Tora.

## Geschichte
Die Jeschiwa Kol Torah wurde 1939 von Rabbiner Jechiel Michel Schlesinger (1898–1948) und Rabbiner Boruch Kunstadt, einem orthodoxen Richter aus Fulda gegründet. Es war die erste charedische Jeschiwa, die in hebräischer Sprache lehrte, im Gegensatz zum damals üblichen Jiddisch in den Jeschiwot der Chassidim. Diese Neuerung hatte die entscheidende Unterstützung des Chazon Ish. Nach Rabbiner Schlesingers Tod 1949 leitete die Jeschiwa Rabbiner Schlomo Salman Auerbach bis zu dessen Tod 1995. 

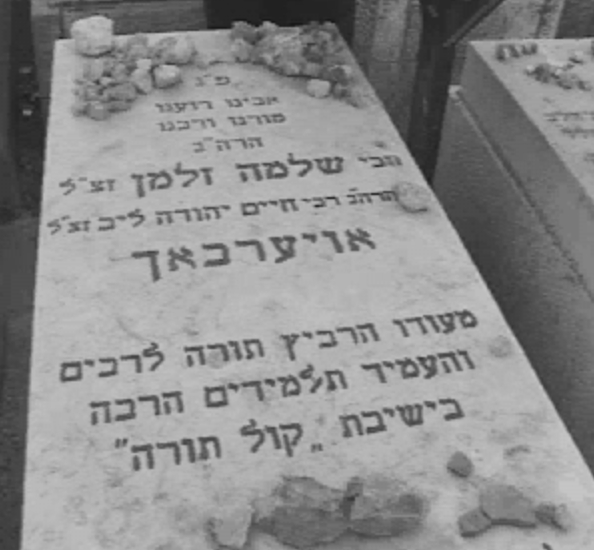
Grabstein Schlomo Salman Auerbachs, auf dem nur steht "Lehrte viele Studenten in Kol Torah"

Derzeit ist Rabbiner Moshe Yehuda Schlesinger, der älteste Sohn des Gründers, Leiter der Jeschiwa. Kol Torah hat derzeit über 1.000 Studenten.

## Bekannte Lehrer
- Yonah Merzbach (für viele Jahre Chefredakteur des Talmud-Lexikons und ehemaliger Rabbi von Darmstadt, Deutschland, 1900–1980)
- Shimon Moshe Diskin (1932–1999)
- Dovid Hecksher (1943–1997)
- Yehoshua Neuwirth (Autor von  Shemiras Shabbos Kehilchosoh, 1927–2013)
- Yosef Yehuda Reiner
- Schalom Povarsky, der Sohn von Rabbi David Povarsky von Ponevezh Jeschiwa
- Shmuel Boruch (Schüler von Rabbi Elazar Shach)
- Avrohom Erlanger (Autor der berühmten "Birkas Avrohom"-Bücher)
- Gavriel Bollag * (Mitglied der Mir Yeshiva Shanghai, 1911–2007)
- Yitzchak Yerucham Bordiansky (Schwiegersohn von Rabbi Schlomo Salman Auerbach).
- Yitzchak Lorencz (Sohn von Knesset-Mitglied Rabbi Shlomo Lorincz und Enkel des Rabbi Schlomo Salman Auerbach).
- Yaakov Steinhouse * (Autor der "Dvar Yaakov" Bücher)

## Berühmte Absolventen
- Pinchas Paul Biberfeld, Oberrabbiner von München
- Jehoschua Erenberg, Rosch-Jeschiwa von Knesen Yitzchak-Chadera und Kiryat Sefer.
- Nissan Kaplin, Dozent an der Mir Yeshiva, Jerusalem.
- Ephraim Klyne, Dekan der Torah Temimah School, London.
- Israel Meir Lau, aschkenasischer Oberrabbiner von Israel 1993–2003
- Yehoshua Neuwirth, Autor des  Shemiras Shabbos KeHilchasa
- Shmuel Rabinovitch, Rabbiner der Klagemauer und der heiligen Stätten von Israel
- Shmuel Reiner, gründete die Jeschiwa Maale Gilboa
- Meir Schlesinger, Neffe von Rabbiner Jechiel Michel Schlesinger
- Daniel Sperber, Professor für Talmud an der Bar-Ilan-Universität
- Moshe Stav, Rabbiner an der Jeschiwa Kerem B'Yavneh
- Yechezkel Yaakovson, Rosch-Jeschiwa der Jeschiwa Shaalvim